# IC 3192
IC 3192 је елиптична галаксија у сазвјежђу Дјевица која се налази на листи објеката дубоког неба у Индекс каталогу.
Деклинација објекта је + 11° 45' 14" а ректасцензија 12h 21m 4,7s. Привидна величина (магнитуда) објекта IC 3192 износи 14,8 а фотографска магнитуда 15,8. IC 3192 је још познат и под ознакама VCC 452, PGC 39893.